# Bactrocera apiconigroscutella
Bactrocera apiconigroscutella is een vliegensoort uit de familie van de boorvliegen (Tephritidae). De wetenschappelijke naam van de soort werd voor het eerst geldig gepubliceerd in 2002 door Drew.